# Lederverwerkende industrie
De lederverwerkende industrie is die tak van bedrijvigheid die leder (leer) verwerkt tot gebruiksvoorwerpen.
Vroeger werd deze bedrijfstak ambachtelijk uitgevoerd, terwijl vanaf het begin van de 20e eeuw ook industrialisatie zich doorzette. Los daarvan bestaan nog steeds ambachtelijke schoenmakers, zadelmakers en dergelijke. Een bijzondere vorm van de verwerking van huiden is de productie van perkament. Soms was de lederverwerkende industrie verbonden met een leerlooierij.
We kennen de volgende takken van bedrijvigheid die zich met lederverwerken bezighouden:
- Schoenmakerijen, schoenfabrieken, inclusief laarzen, schachten, zolen en dergelijke
- Zadelmakerijen en paardentuigmakerijen
- Fabrieken voor koffers
- Fabrieken voor school- en aktetassen, handtassen, ceintuurs, etuis, portemonnees, portefeuilles, handschoenen en dergelijke
- Fabrieken voor lederen kleding, zoals jassen, motorpakken en dergelijke
- Bekleders van meubelen, rijtuigen en dergelijke

De industriële revolutie bracht de noodzaak met zich mee om overbrengingen te maken van de stoommachine naar de individuele werktuigen. Aldus ontstonden de
- Drijfriemfabrieken

Van al deze bedrijfstakken was de schoenindustrie veruit de belangrijkste.

## Productie
De lederverwerkende industrie gebruikt voorbewerkt leer als grondstof. Nabewerking geschiedt door in te smeren met diverse oliën of met albumine. Voor andere toepassingen moest juist worden ontvet, waartoe onder meer nafta werd gebruikt. Paraffine en stearine werden voor versteviging gebruikt. Het leer moest vaak schuin worden afgeschaafd, waartoe sedert 1855 ook machines werden ingezet. Modelleren geschiedde met de hand of met matrijzen. Voor schoeisel werd een leest gebruikt. Stukken leer werden aan elkaar bevestigd door middel van spijkeren, stikken, of lijmen. Als lijm werd aanvankelijk dierlijke lijm gebruikt, zoals beenderlijm of huidlijm, en ook stijfsel, vooral vervaardigd uit roggemeel. Later werden lijmen op basis van polyvinylacetaat toegepast. Viltpapier werd vaak ter versteviging toegepast.
Tot de restproducten kunnen leersnippers worden gerekend. 

## Heden
De meeste lederverwerkende industrie is uit de Benelux verdwenen. Productie vindt tegenwoordig vooral plaats in lagelonenlanden. Los daarvan is het leder voor veel producten vervangen door andere materialen, zoals rubber en nylon voor drijfriemen, en uit kunststof bestaand kunstleer voor schoeisel en tassen. Er bestaan echter nog wel enkele industriële bedrijven, vooral gespecialiseerde schoenfabrieken die bijvoorbeeld veiligheidsschoenen vervaardigen. Op ambachtelijke schaal worden eveneens nog lederen producten vervaardigd en hersteld. Daarbij kan men denken aan zadelmakers en schoenmakers.